# Sân bay Zouar
Sân bay Zouar (ICAO: FTTR) là một sân bay ở đô thị Zouar, Tchad.